# 355 (číslo)
Tři sta padesát pět je přirozené číslo, které následuje po čísle tři sta padesát čtyři a předchází číslu tři sta padesát šest. Římskými číslicemi se zapisuje CCCLV a řeckými číslicemi τνε.

## Matematika
355 je:
- Poloprvočíslo
- Nešťastné číslo
- Číslo dělitelné počtem prvočísel před ním

## Astronomie
- (355) Gabriella je planetka hlavního pásu, kterou objevil v roce 1893 Auguste Charlois

## Doprava
- Silnice II/355 je česká silnice II. třídy vedoucí na trase Pardubice – Úhřetická Lhota – Hrochův Týnec – Chrast – Hlinsko[1][2][3]

## Ostatní
- +355 je mezinárodní telefonní předvolba Albánie

## Roky
- 355
- 355 př. n. l.